# Coloreto
Coloreto (Clorèi in dialetto parmigiano) è una piccola frazione del comune di Parma, appartenente al quartiere Lubiana.
La località è situata 5,15 km a sud-est del centro della città.

## Geografia fisica
La frazione sorge in posizione pianeggiante alla quota di 58 m s.l.m., tra le campagne a sud-est di Parma.

## Storia
Il borgo sorse in epoca altomedievale; la più antica testimonianza della sua esistenza risale al 936, quando la località fu menzionata in un rogito di alcuni terreni ceduti a tal Teuperto di Coloreto.
Coloritae fu menzionata con altre località nel 962 nell'atto, di dubbia autenticità, in cui l'imperatore del Sacro Romano Impero Ottone I di Sassonia riconobbe al vescovo di Parma Oberto l'autorità, oltre che sulla città, anche su 3 miglia di contado intorno a essa; tali diritti furono confermati nel 989 al vescovo Sigefredo II da parte del re d'Italia Ottone III di Sassonia.
Il villaggio fu nominato nuovamente nel 1005 in un documento emanato dal vescovo Enrico e nel 1105 in una permuta di un terreno.
La più antica testimonianza dell'esistenza della cappella, dedicata all'epoca a san Desiderio, risale invece al 1182.
Nel 1317 Coloreto e la vicina Martorano furono devastate dalle truppe di Giberto III da Correggio.
Dopo l'Unità d'Italia Coloreto divenne frazione del comune di Marore, soppresso nel 1870, quando fu costituito il comune di San Lazzaro Parmense, a sua volta cessato nel 1943.

## Monumenti e luoghi d'interesse

### Chiesa di San Biagio

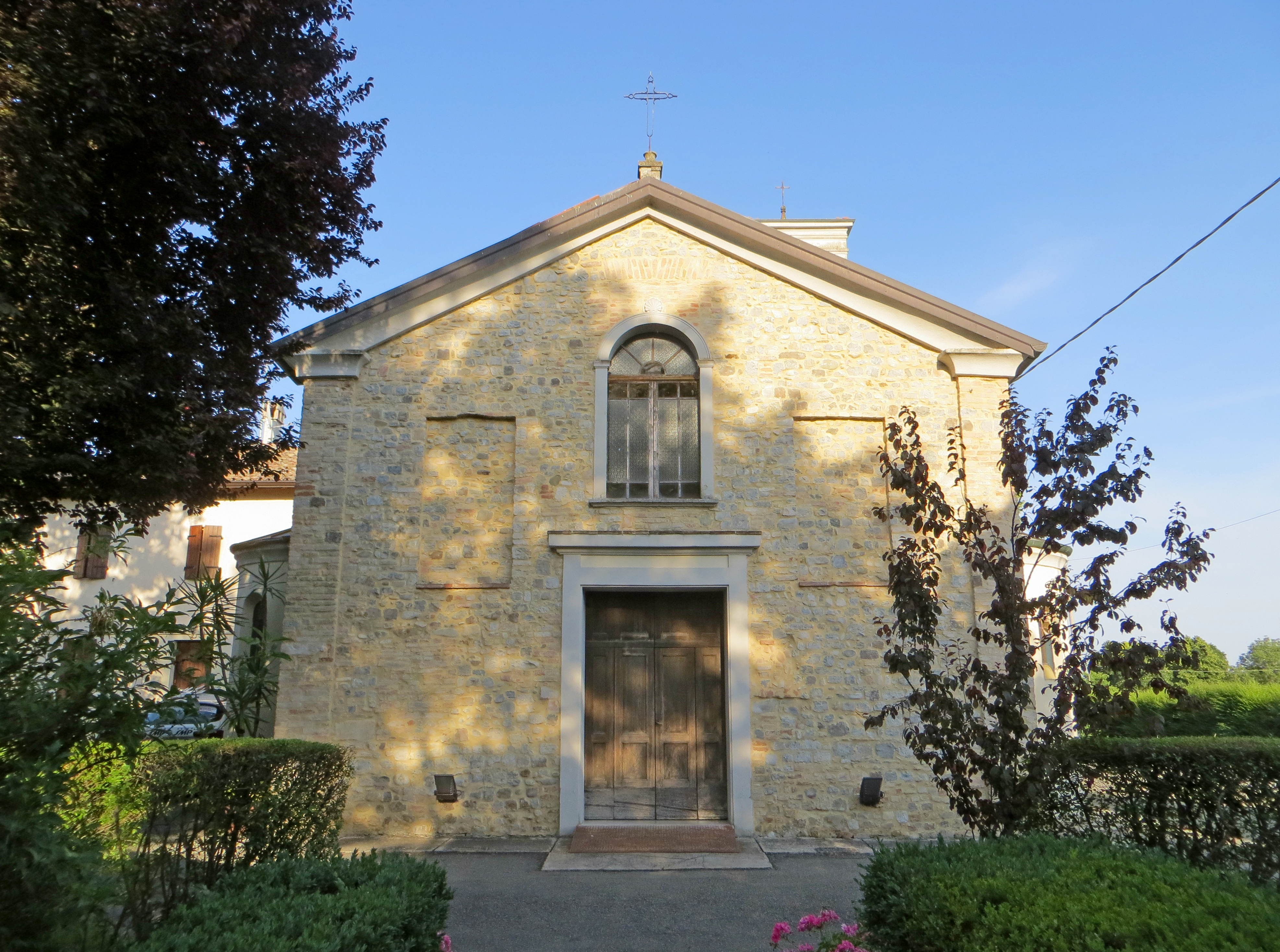
Chiesa di San Biagio

Menzionata per la prima volta nel 1182, la chiesa romanica, dedicata a san Desiderio, fu probabilmente ricostruita alla fine del XV secolo e reintitolata entro il 1493 a san Biagio; elevata a parrocchia nel 1564, fu profondamente ristrutturata nel 1947. La chiesa neoclassica è internamente decorata con dipinti novecenteschi.

### Villa Del Bono
Costruita tra la fine del XVII e gli inizi del XVIII secolo probabilmente dal conte Genesio Del Bono, nel 1913 la villa fu completamente ristrutturata per volere dei suoi discendenti, su progetto dell'ingegner Raimondo Biondi. L'edificio, sviluppato su una pianta a T, si eleva su due livelli fuori terra; la simmetrica facciata, caratterizzata dal portale d'ingresso centrale coperto da una tettoia vetrata e dalle numerose finestre inquadrate da cornici, è tripartita in un lungo corpo posto nel mezzo, affiancato da due brevi ali a un solo piano coronate da terrazze; il prospetto posteriore presenta un avancorpo centrale a un unico livello, che si affaccia attraverso tre ampie aperture ad arco a tutto sesto; la struttura, originariamente utilizzata come portico, è sormontata da una terrazza, chiusa con una ringhiera in ferro battuto con quattro pilastrini coronati da statue; all'interno si accede al salone centrale passante voltato a botte, affiancato da numerose sale di rappresentanza arredate con mobili prevalentemente in stile Impero; il grande parco si estende su ogni lato della villa, preceduta da un lungo viale rettilineo nel mezzo, delimitato da siepi e filari di piante; a fianco dell'ampia cancellata d'ingresso si erge un piccolo edificio in stile chalet svizzero, adibito a casa del custode.

### Villa Del Bono già Castagnola
Costruita agli inizi del XIX secolo per volere dei conti Castagnola, la villa, rimasta incompiuta, fu acquistata dopo il 1871 dai conti Del Bono, già proprietari della villa confinante a ovest; destinata dapprima a casolare agricolo e deposito, nel secondo dopoguerra fu interamente ristrutturata e adibita a dépendance della moderna villa costruita immediatamente a est dal conte Carlo Del Bono. L'edificio, sviluppato su una pianta pressoché rettangolare, si eleva su due livelli fuori terra; l'asimmetrica facciata, incompleta, presenta nel mezzo l'ampio portale d'ingresso ad arco a tutto sesto, mentre dai lati aggettano due piccole ali; all'interno si accede al salone centrale passante, coperto da una volta a lunetta dipinta, mentre ai lati si aprono due stanze coronate da volte a padiglione anch'esse dipinte.

### Villa Contini
Costruita nel XVII secolo da un'ignota famiglia nobile, la villa probabilmente passò in seguito a un ordine religioso cattolico; acquisita nel XIX secolo dalla famiglia Tognoni, nel 1875 fu alienata a Severino Lottici, che la trasmise al figlio e poi al nipote; acquistata dai fratelli Domenico e Giacomo Giovanacci nei primi anni del XX secolo, fu venduta nel 1919 a Leopoldo Contini. L'edificio, sviluppato su una pianta rettangolare, si erge su due livelli principali fuori terra, oltre al sottotetto; la simmetrica facciata presenta il portale centrale ad arco a tutto sesto, sormontato da un balconcino al primo piano; in sommità si allunga un cornicione in laterizio a dentelli, mentre al culmine del tetto si innalza una grande torretta, affacciata sulle quattro fronti attraverso ampie aperture ad arco a sesto ribassato; all'interno si accede al salone centrale, ornato sulla volta con decorazioni in stucco e con affreschi raffiguranti quattro angeli; il parco accoglie una serie di fabbricati, originariamente agricoli, oltre a un piccolo edificio posto in adiacenza della cancellata, anticamente destinato a oratorio.